# Biserica Sfinții Arhangheli Mihail și Gavriil din Bucșoaia

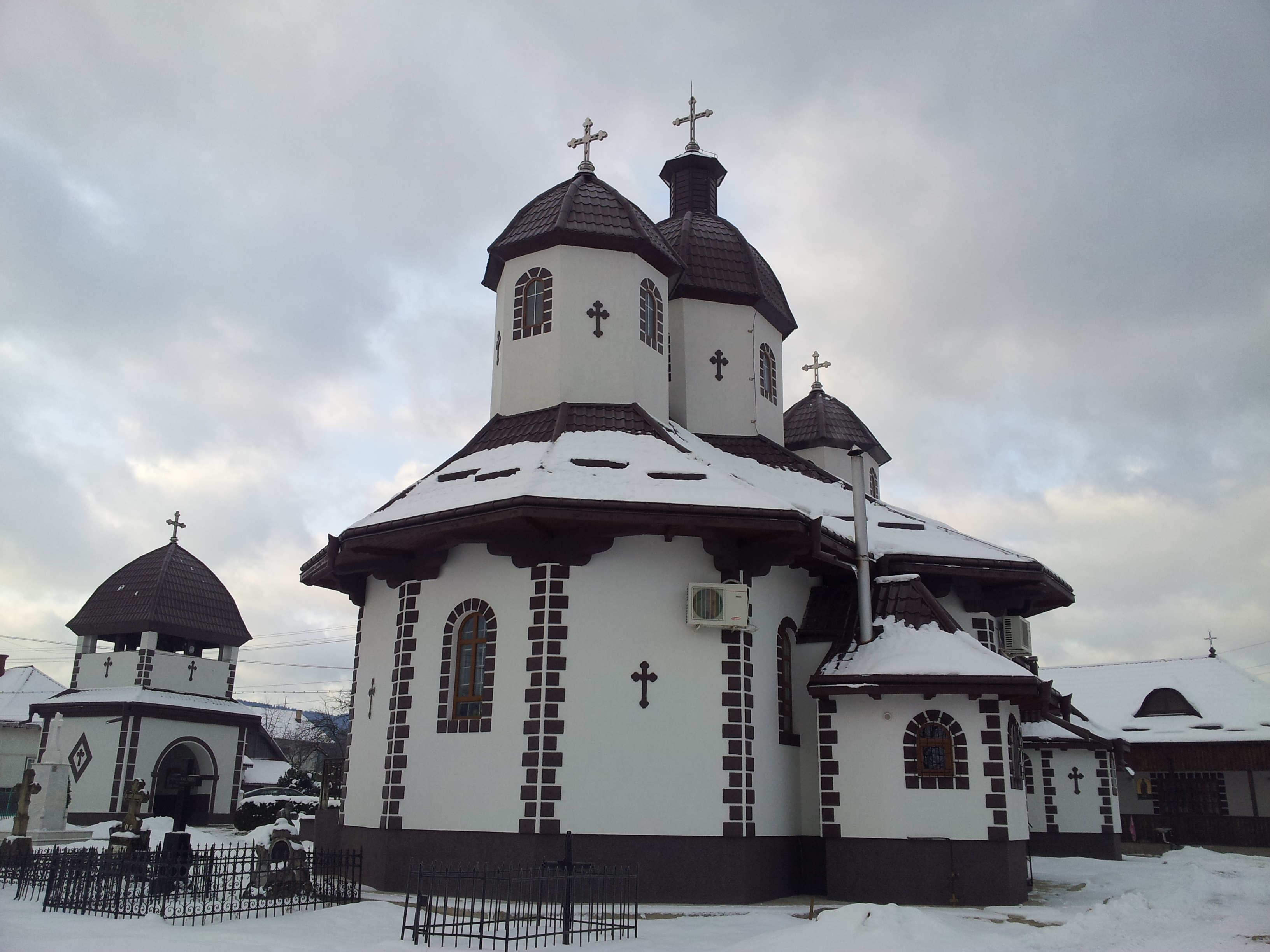
Biserica „Sfinții Arhangheli Mihail și Gavriil” din Bucșoaia

Biserica „Sfinții Arhangheli Mihail și Gavriil” din Bucșoaia este o biserică ortodoxă construită inițial în Câmpulung Moldovenesc și strămutată în anul 1854 în satul Bucșoaia (în prezent cartier al orașului Frasin din județul Suceava). Lăcașul de cult are hramul Sfinții Arhangheli Mihail și Gavriil, sărbătorit la data de 8 noiembrie.

## Istoric
Biserica ce astăzi se găsește în Bucșoaia a fost ridicată inițial de comunitatea ortodoxă din zona Capu Satului ce aparține de Câmpulung Moldovenesc. Ulterior enoriașii parohiei Capu Satului dăruiesc lăcașul pentru credincioșii din satul Bucșoaia, situat tot pe valea râului Moldova, la aproximativ 25 km în aval. Tradiția spune că denumirea satului este legată de trecerea prin Bucșoaia a voievodului Ștefan cel Mare (1457-1504) spre Mănăstirea Voroneț, iar de la carul domnesc a căzut o bucșă care a încăput pe piciorul unei oi, care, găsită apoi, a dat denumirea satului.
Biserica este reconstruită pe actualul amplasament în anul 1854. În acel moment parohia Bucșoaia aparținea de parohia Voroneț, urmașă a Mănăstirii Voroneț. Preotul Mihai Muntean, care a păstorit la Voroneț timp de un deceniu, este cel care se ocupă de aducerea și reclădirea bisericii la Bucșoaia, care este sfințită în 1860. Ulterior parohia Bucșoaia se desprinde de Voroneț, însă preotul Muntean continuă să slujească la Bucșoaia timp de încă șapte ani.
Începând cu 1989, când parohia din Bucșoaia este preluată de preotul Goraș Pavel, edificiul bisericii are parte de mai multe lucrări de restaurare, desfășurate în mai multe etape. Astfel, clădirea este tencuită la interior și la exterior, fiind pictată de către localnicii Matei Gheorghe și Matei Mihai, ulterior este înlocuit mobilierul vechi cu unul nou, catapeteasma este reabilitată și este montată o centrală termică ce funcționează cu gaz metan pentru încălzirea bisericii pe timpul sezonului rece. La 10 iulie 1993, lăcașul este resfințit de IPS Pimen Zainea (arhiepiscopul Sucevei și Rădăuților), alături de un sobor de preoți și cu participarea credincioșilor din parohiile vecine și de pe valea râului Suha.
În anul 2004 comuna Frasin este declarată oraș (împreună cu alte șapte localități din județul Suceava). Prin urmare satul aparținător Bucșoaia devine cartier al orașului recent înființat. În același an în curtea bisericii este ridicat un praznicar. În 2005 în cimitirul parohiei (extins cu 0,5 hectare) este construită o clopotniță cu două clopote noi, un adăpost și o magazie pentru prapuri.
În 2010 sunt finalizate lucrările de schimbare a acoperișului, fiind montată o învelitoare din tablă lindab. În aceeași perioadă în curtea bisericii este stramutată o casă tradițională bătrânească cu o vechime de 140 ani. Aceasta este amenajată ca muzeu. Ulterior este ridicat un paraclis, cu hramurile Sfinții Apostoli Petru și Pavel și Acoperământul Maicii Domnului, sfințit la 11 iunie 2017 de către Pimen Zainea, înconjurat de un sobor de preoți și diaconi. Cu această ocazie, biserica este resfințită, primind cel de-al doilea hram – Duminica Tuturor Sfinților.
Toate reparațiile și extinderile realizate de-a lungul timpului au fost făcute cu osteneala și cheltuiala credincioșilor parohiei Bucșoaia, care este formată din 407 familii. În decursul anilor aici au slujit un număr de 19 preoți, ultimii fiind pr. Iacoban Constantin, timp de 32 de ani, pr. Puzariuc Dumitru, 8 ani, până în 1989, când parohia este preluată pr. Goraș Pavel. Casa parohială datează din anul 1910, din vremea preotului Dumitru Popescu, iar între 1991-1992 aceasta a fost renovată în totalitate.

## Arhitectură
Biserica ortodoxă din Bucșoaia are plan triconc (formă de cruce), fiind compartimentată în interior în patru încăperi: pridvor, pronaos, naos și altar. Edificiul are 24 de metri lungime, 13 metri lățime și 15 metri înălțime, fiind construit din bârne așezate în trepte, respectiv în coadă de rândunică, care formează sub streașină console în retragere.
Edificiul are trei turle de formă octogonală, fiecare având câte patru ferestre dispuse către cele patru puncte cardinale. Turla centrală, situată deasupra naosului, este încadrată de două turle de dimensiuni mai mici ce se ridică deasupra altarului și a pridvorului. În vârful fiecărei turle este montată câte o cruce.
Fațada exterioară a bisericii este tencuită și lucrată în praf de piatră, prezentând decorațiuni în jurul ferestrelor și la colțuri. Ferestrele sunt dispuse vertical, având formă dreptunghiulară în partea inferioară și formă boltită în partea de sus. La interior, biserica este tencuită, fiind împodobită cu picturi realizate în tehnica fresco. Edificiul este acoperit cu o învelitoare din tablă de tip lindab.

## Imagini

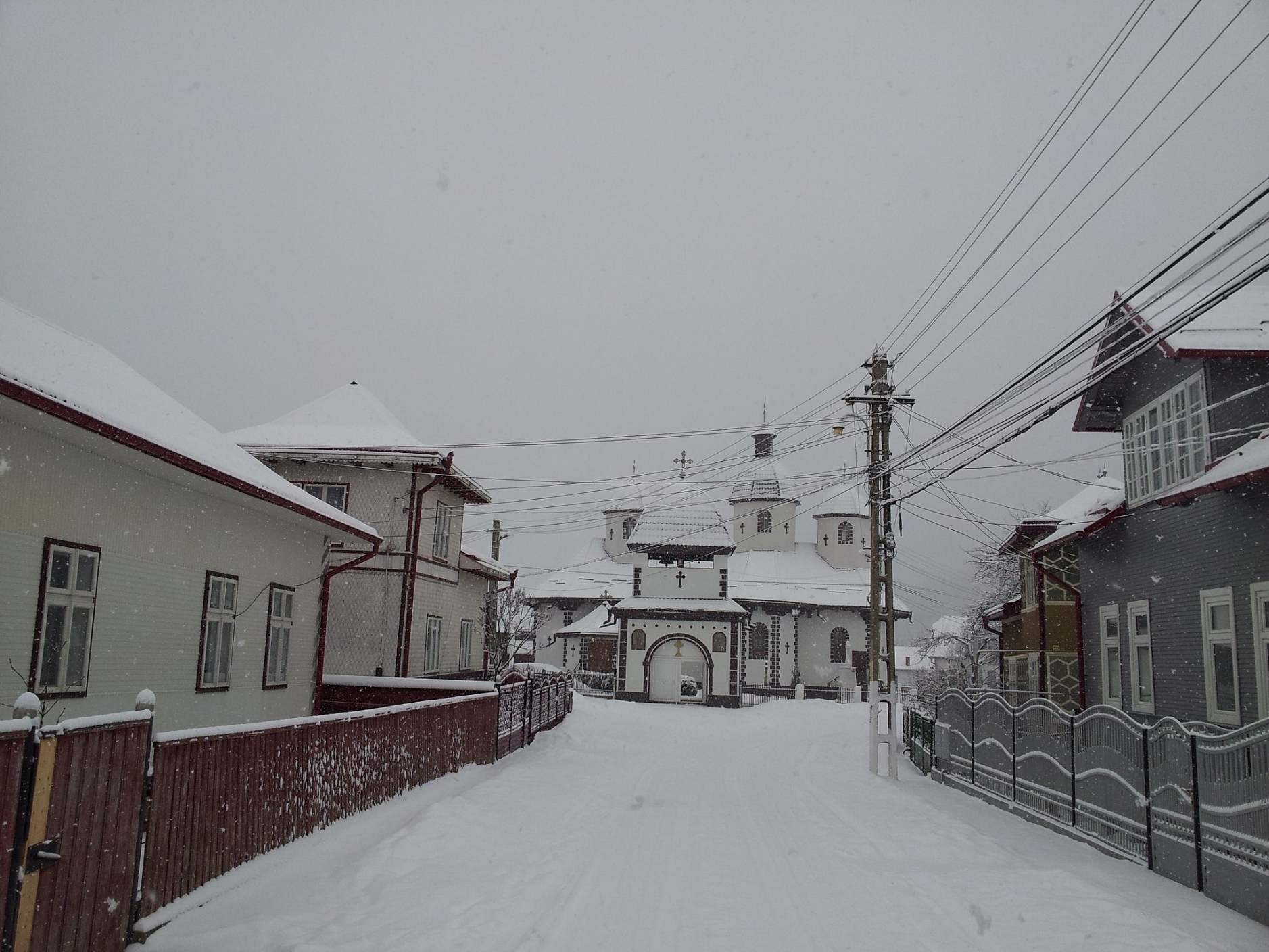
Drumul de acces către biserică
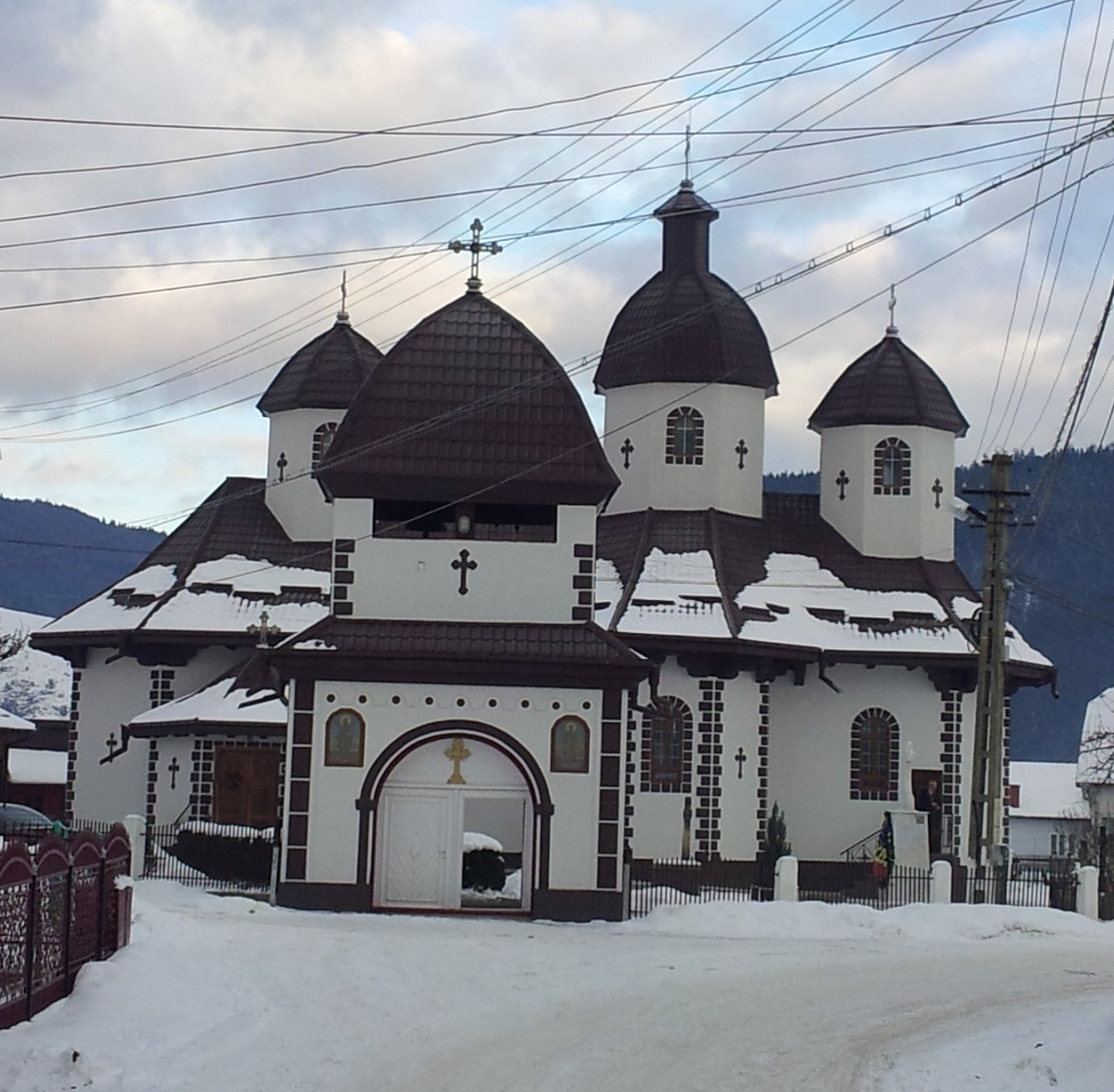
Biserica și turnul-clopotniță
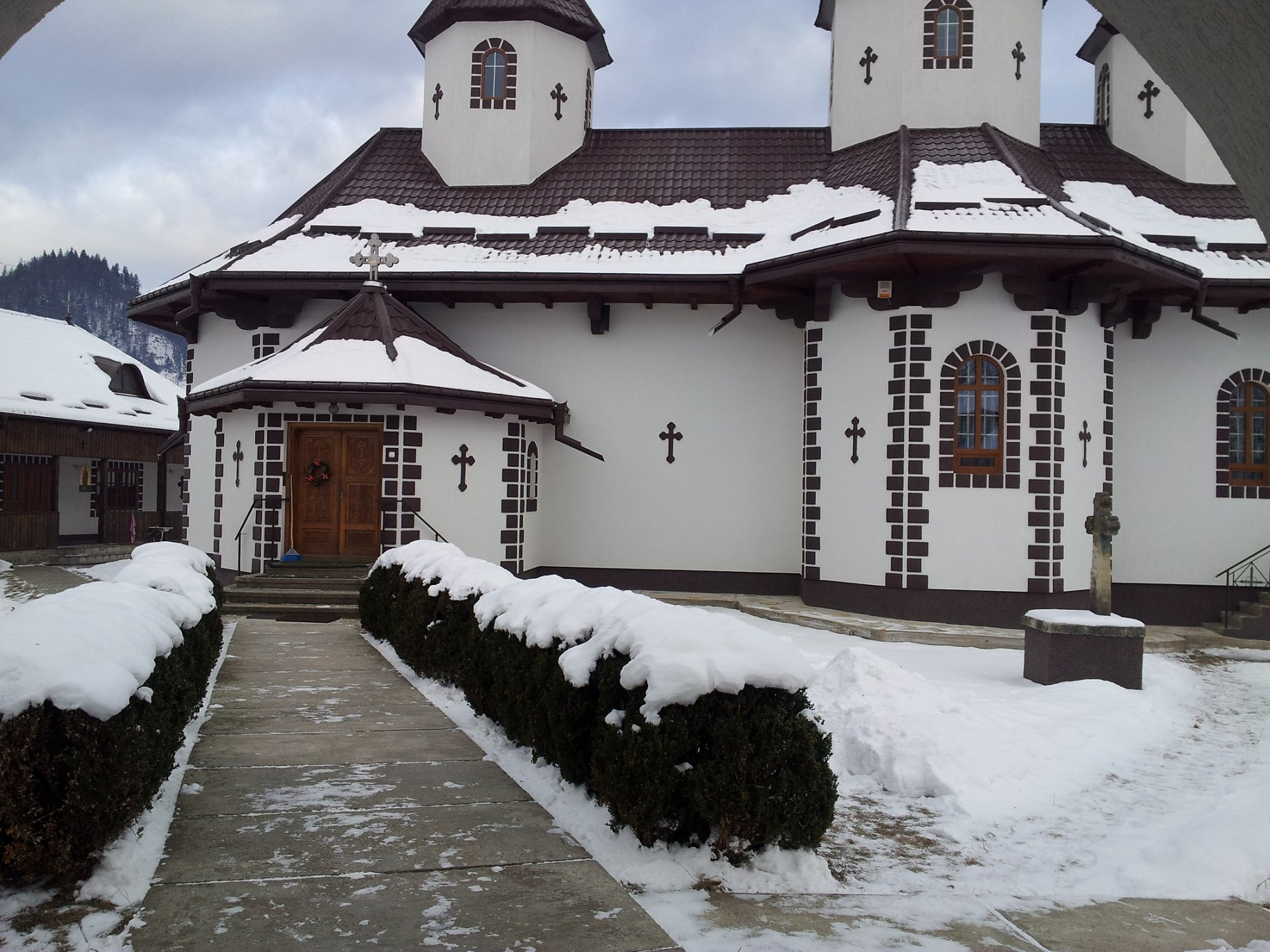
Biserica pe latura sudică, cu pridvorul
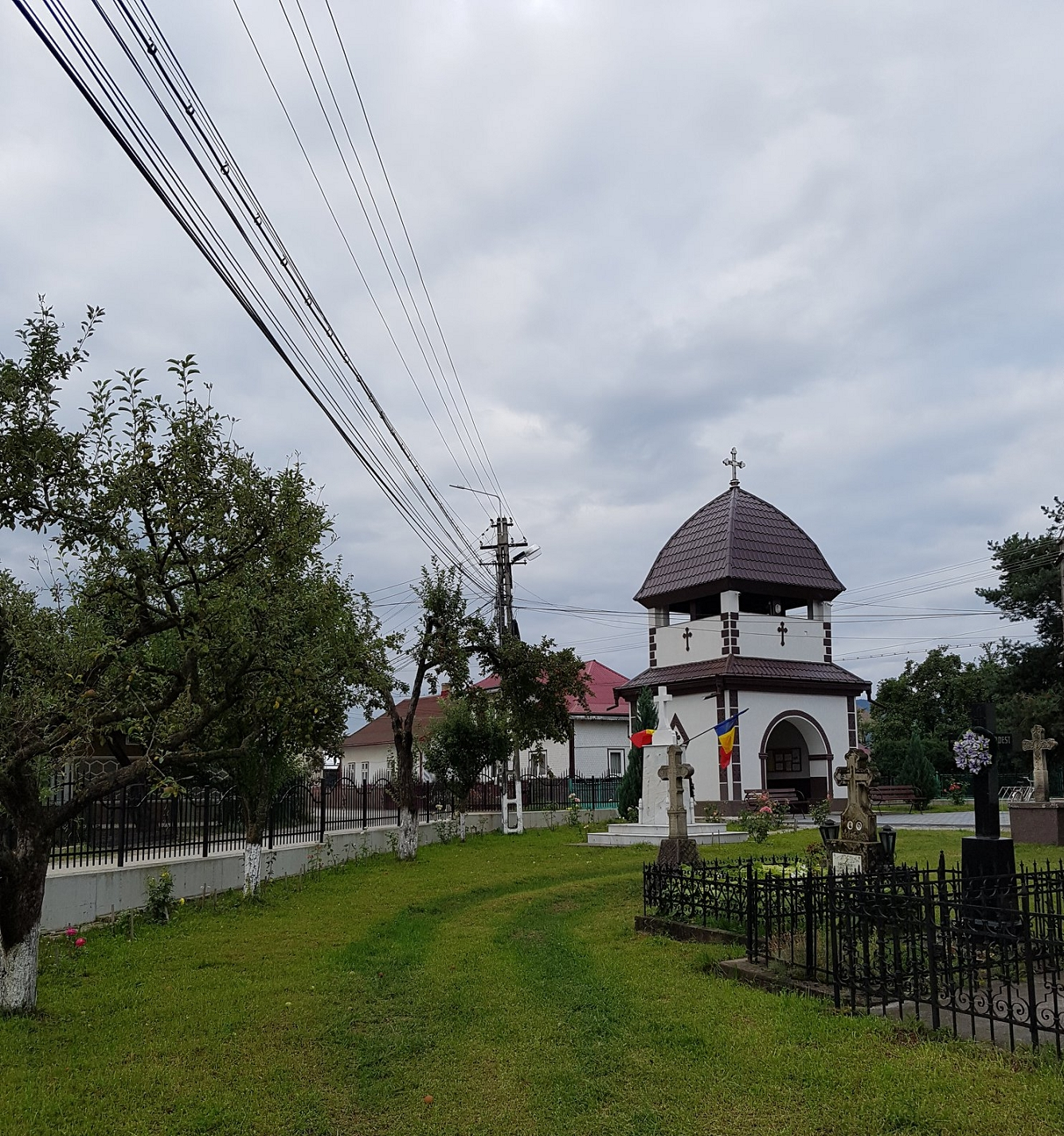
Turnul-clopotniță

## Vezi și
- Bucșoaia, Suceava

## Legături externe
- Site-ul Bisericii Bucșoaia Arhivat în 12 iunie 2017, la Wayback Machine.
- Pagina Bisericii Sf. Arhangheli Bucșoaia pe Biserici.org